# Ribeira Alta
Ribeira Alta (crioll capverdià Rbera Alta) és una vila al nord de l'illa de Santo Antão a l'arxipèlag de Cap Verd. Està situada a una vall de muntanya a la costa nord, a 19 kilòmetres al nord-oest de Porto Novo.